# Ивайло Иванов (комисар)
Вижте пояснителната страница за други личности с името Ивайло Иванов.
Ивайло Стефанов Иванов е български полицай, главен комисар и главен секретар на МВР от 18 декември 2018 г. до 14 май 2021 г.

## Биография
Роден е на 25 февруари 1977 г. в Луковит. През 1999 г. влиза в системата на МВР в СДВР. През 2001 г. завършва специалност „Противодействие на престъпността и опазване на обществения ред“ във ВИПОНД-МВР. Бил е последователно полицейски командир, началник на група в СДВР, заместник-директор на Регионална дирекция „Гранична полиция“-Аерогари и директор на РГДП „Драгоман“. През 2010 г. завършва магистратура по право в Югозападния университет в Благоевград. От май 2017 г. е директор на Столичната дирекция на вътрешните работи (СДВР). От 18 декември 2018 г. е главен секретар на МВР.
Поради брутално полицейско насилие над граждани по време на гражданските протести срещу правителството и главния прокурор Иван Гешев през лятото на 2020 година той е отстранен от служебното правителство на Стефан Янев на 14 май 2021 г. Мотивите са нарушение на основни принципи за работа в МВР, изразяващо се в незачитане и негарантиране на правата и свободите на гражданите и тяхното достойнство, както и в липса на обективност и безпристрастност, с което е накърнил престижа на МВР както пред служителите на МВР, така и пред обществото. На 14 май 2021 г. пълномощията му са прекратени и е освободен от длъжността.
От 1 октомври 2021 година е назначен за директор на Столичния инспекторат към кмета на Столичната община Йорданка Фандъкова, а по-късно оглавява и охраната на кмета. Освободен е от длъжността на 15 ноември 2023 г. със заповед на кмета Васил Терзиев.
През 2024 година е назначен за разследващ инспектор в Комисия за противодействие на корупцията.
От 17 януари 2025 г. Ивайло Иванов е определен за началник на политическия кабинет на новоизбрания министър на вътрешните работи Даниел Митов. Това предизвиква остри критики от опозицията и обществото и на 20 януари е обявено, че напуска поста.